# Liotryphon atriceps
Liotryphon atriceps är en stekelart som först beskrevs av Cresson 1874.  Liotryphon atriceps ingår i släktet Liotryphon och familjen brokparasitsteklar. Inga underarter finns listade i Catalogue of Life.